# 電導體
電導體（英語：electrical conductor）為能夠讓電流通過的材料，依其導電性，能夠細分為超導體、導體、半導體及絕緣體。電導體常簡稱導體，但事實上，導體還分為：電導體、熱導體、光導體這些類別。
在科學及工程上常用利用歐姆來定義某材料的導電程度。它们使電力極容易地通过它们。例如：金属、大地、石墨、食鹽水溶液等都是導電體由电荷在金属中的自由电荷是电子,而在溶液中的自由电荷则为阴、阳產生漂移而造成的，根據材料的不同，自由电荷的漂移方式也不相同：在超導體中，電子幾乎不受原子核的干擾而能夠快速移動；而在導體內電子的移動受限於該材料所造成的電子海的能階大小；而在半導體內，電子能夠移動是因為電子-空穴效應；而絕緣體則是電子受限於分子所構成的共價鍵，使得電子要脫離原子是非常困難的事。导体和绝缘体之间并没有绝对的界限 。原来不导电的物体，当条件改变时，也有可能变成导体。